# Казань (картина Эллерта)
«Казань» — картина русского художника Николая Эллерта (1845—1901). Написана им в 1875 году. Относится к раннему периоду творчества художника.

### Предыстория написания картины
В декабре 1874 года сгорел Казанский городской театр. Практически немедленно была создана «Комиссия по отстройке театра» под председательством городского головы профессора Ераста Петровича Янишевского.
Работы по устройству театральной сцены были поручены Николаю Людвиговичу Эллерту. В мае 1875 года Эллерт прибыл в Казань и приступил к работе. Во время его пребывания в г. Казани была написана данная картина. После завершения работ по устройству театральной сцены Н. Л. Эллерт вернулся в Москву и поступил в МУЖВЗ.

### Описание картины
На картине изображён Казанский Кремль, расположенный на высоком берегу. Ближе к реке небольшие дома и ряд лодок. Возле стен Кремля расположены высокая башня, церкви и различные здания. В частности изображены Башня Сююмбике, Спасская башня. На первом плане расположен деревянный мост через Казанку; справа на реке баржа с навесом.

### Дальнейшая судьба
Данная картина была предоставлена Н. Эллертом в литографию Худякова (Москва, Покровка, д. № 45.). Впоследствии использовалась в различных сборниках работ художников.